# Media Factory
Media Factory (jap. 株式会社メディアファクトリー, Kabushiki kaisha Media Fakutorī, engl. Media Factory, Inc.) ist ein japanischer Zeitschriften- und Computerspieleverlag.

## Geschichte
Das Unternehmen wurde am 1. Dezember 1986 als unter dem Namen Recruit Shuppan (リクルート出版) als Ausgründung des Buchverlagsgeschäfts der K.K. Recruit gegründet. Den heutigen Namen nahm das Unternehmen am 1. April 1991 an. Zum 15. November 2011 übernahm die Kadokawa Group Holdings um den Verlag Kadokawa Shoten alle Unternehmensanteile, womit Media Factory zu einer 100%igen Tochter wurde.

## Programm und Produkte
Neben dem seit 1994 erscheinenden Literaturmagazin Da Vinci, veröffentlicht Media Factory an Zeitschriften hauptsächlich Light Novels unter dem Imprint MF Bunko J (MF文庫J; seit 2002) und Manga mit Magazinen wie Gekkan Comic Flapper (seit 1999), Gekkan Comic Alive (月刊コミックアライブ; seit 2006) und Gekkan Comic Gene (月刊コミックジーン; seit 2011). Die Sammelbänder erscheinen dabei unter dem Imprint MF Comics (MFコミックス). Viele dieser Werke wurden auch als Anime-Serien adaptiert, darunter:
- MF Bunko J:
  - Kage kara Mamoru!
  - Kamisama Kazoku
  - Zero no Tsukaima
  - Kanokon
  - Kämpfer
  - Seiken no Blacksmith
  - Asobi ni Iku yo!
  - MM!
  - IS (Infinite Stratos)
  - Hidan no Aria
  - Mayo Chiki!
  - Boku wa Tomodachi ga Sukunai
  - Kono Naka ni Hitori, Imōto ga Iru!
  - Onii-chan Dakedo Ai Sae Areba Kankei Nai yo ne
  - Hentai Ōji to Warawanai Neko.
  - Machine-Doll wa Kizutsukanai
  - Seiken Gakuin no Makentsukai
- Comic Flapper:
  - Futatsu no Spica
  - Nijū Mensō no Musume
  - Dance in the Vampire Bund
  - Tono to Issho
  - Brave 10
- Comic Alive:
  - Maria Holic
  - Sasameki Koto
  - Dansai Bunri no Crime Edge
  - Non Non Biyori

Daneben produziert Media Factory auch Anime, die nicht aus dem eigenen Verlagsprogramm, sondern dem konkurrierender Verlage stammen.
An Computerspielen veröffentlichte Media Factory unter anderem die Spielereihen Culdcept und Ribbit King, die auch außerhalb Japans erschienen.
Daneben betätigt sich Media Factory als Musikverlag über mehrere Labels: Fabtone Records für britische Rockmusik und Radtone Music für westliche Punkbands für den japanischen Markt; Goontrax; XtalRecords; sowie Pikachu Records für Musik zum Pokémon-Franchise.